# Оглавак (Фојница)
Оглавак је насељено место у Босни и Херцеговини у општини Фојница. Административно припада Федерацији Босне и Херцеговине, односно њеном Средњобосанском кантону. Према попису становништва из 2013. у насељу је било 89 становника, а већинску популацију чинили су Бошњаци и Хрвати.

## Становништво
По последњем службеном попису становништва из 2013. године у овом насељу живело је 89 становника, а село је било етнички хетерогено са мешовитом хрватско-бошњачком популацијом.
| Националност | 2013. | 1991.       | 1981.       | 1971.       |
| Бошњаци      | —     | 77 (53,10%) | 79 (52,67%) | 54 (54,55%) |
| Хрвати       | —     | 61 (42,07%) | 71 (47,33%) | 45 (45,45%) |
| Југословени  | —     | 1 (0,69%)   | 0           | 0           |
| остали       | —     | 6 (4,13%)   | 0           | 0           |
| Укупно       | 89    | 145         | 150         | 99          |